# مراوی (اتیوپی)
مراوی (به لاتین: Merawi) یک منطقهٔ مسکونی در اتیوپی است که در منطقه امهارا واقع شده‌است. مراوی ۱۹ کیلومتر مربع مساحت و ۳۵٬۵۴۱ نفر جمعیت دارد و ۱٬۹۰۱ متر بالاتر از سطح دریا واقع شده‌است.